# Iosif Jumanca
Iosif Jumanca, egyes magyar nyelvű forrásokban Jumanka József (Fólya, 1893. december 23. – Văcărești-i börtön, 1950. június 26.) erdélyi román nyomdász, újságíró, szociáldemokrata politikus, a Magyarországi Szociáldemokrata Párt román tagozatának majd az ebből megalakult Erdélyi és Bánsági Szociáldemokrata Pártnak  a tagja, a Központi Román Nemzeti Tanács tagja, Erdély, Bánság és Partium kormányzótanácsa iparügyekért felelős tagja, romániai parlamenti képviselő.

## Pályafutása

### Az első világháború előtt és alatt
Nyomdásznak tanult, 1906-tól Budapesten dolgozott, ahol a Birautiu (Poporul Român) nyomdában 1911-ben szabadult fel.
1903-ban egyik alapító tagja volt a Magyarországi Szociáldemokrata Párt román tagozatának; ebből jött létre utóbb az Erdélyi és Bánsági Szociáldemokrata Párt. Egyaránt elkötelezett volt az Osztrák-Magyar Monarchiában élő román kisebbség és a szociáldemokrácia eszméi iránt; azért állt ki az önálló román szervezet mellett, mert úgy vélte, hogy sok román munkás nem csatlakozna a magyarok által vezetett politikai és szakszervezeti mozgalmakhoz a magyarosítástól való félelmükben. A magyarországi román vezetésű tagozatokat és szakszervezeteket alkalmasnak tekintette arra, hogy a dolgozókat a saját történelmükre tanítsa, és megvédje őket a magyarosítástól.
Az első világháború végén, 1918. október 30-án megalakult a Központi Román Nemzeti Tanács, azzal a céllal, hogy előkészítse Erdély egyesülését Romániával. A testületben hat fő képviselte a Román Nemzeti Pártot és hat fő a szociáldemokratákat; az utóbbiak között volt Jumanca is. Részt vett az 1918. december 1-jén tartott gyulafehérvári román nagygyűlésen, illetve a nagygyűlés előkészítő munkálataiban. A gyulafehérvári határozat megszövegezésekor a szociáldemokratáknak számos módosítást sikerült elérni: például az egyesülést nem a mulandónak tartott Román Királysággal, hanem Romániával mondták ki; az alapelvek közé beemelték a radikális földreformot, illetve az ipari munkások számára a fejlett nyugati országokéhoz megfelelő jogokat.
1918. december 2-án Erdély, Bánság és Partium kormányzótanácsa tagjává választották, ahol az ipari ügyekért felelt; ezt a lépést az 1918. december 31-én tartott „ausztriai, magyarországi és erdélyi román internacionalista szocialisták” kongresszusa elítélte, mert szerintük a gyulafehérvári határozatot „az aradi burzsoá csatlósok egy csoportja” hozta, nem pedig a nép valódi képviselői. 1919. augusztus 4-én Jumanca Ion Flueraș-sal együtt kilépett a testületből, mivel az új erdélyi választójogi törvény nem rendelkezett megfelelően a nők szavazati jogáról, valamint a nemzeti kisebbségek képviseletéről.

### A két világháború között
A háború utáni időszakban elkezdődtek a tárgyalások a Román Királyság és az újonnan csatolt területek szocialista mozgalmai között. Ennek eredményeképpen 1920. októberében az erdélyi, bánsági és bukovinai szocialisták beolvadtak a Romániai Szocialista Pártba. Az új területekről nyolc főt beválasztottak a párt vezetőségébe, köztük Iosif Jumancát is. 1921. januárban a párt országos tanácsának konferenciáján a kongresszusán megszavazták, hogy a párt megtartandó kongresszusán kommunista párttá alakulnak, illetve csatlakoznak a III. Internacionáléhoz. Ezt a határozatot a szociáldemokraták ellenezték, ezért kivonultak a párt vezetőségéből, és egy ideiglenes vezetőséget hoztak létre, amelynek Jumanca is tagja lett.
1921. májusban a szocialista mozgalom kettészakadt a Román Kommunista Párt alakuló kongresszusán A következő hónapban Jumanca, Flueraș, Gheorghe Grigorovici, Ilie Moscovici, Constantin-Titel Petrescu és mások megalakították a romániai szocialista pártok szövetségét; ez a szövetség 1927. májusában Romániai Szociáldemokrata Párttá alakult át. Jumanca bekerült a vezetőségbe, és benne is maradt az 1930-as, 1933-as és 1936-os kongresszusa után is. 1925 és 1927 között a Gutenberg-Typograph című lapot, az erdélyi és bánsági nyomdászegyesület hivatalos közlönyét szerkesztette.
Az 1928-as és az 1931-es parlamenti választásokon Jumancát képviselővő választották. Emellett 1932 és 1933 között a kolozsvári városi tanácsnak is tagja volt. 1933-ban a szenátus tagja lett, és 1937-ig tevékenykedett ebben a minőségben.
1929-ben az erdélyi kormányzótanács minden tagját a Románia Csillaga érdemrenddel tüntették ki, Jumanca azonban ezt elvi okokból elutasította. 1937-ben az I. Ferdinánd-rend lovagjává avatták.
1938-ban II. Károly királyi diktatúrája során, a Nemzeti Újjászületés Frontja megalakuláskor azok közé a szociáldemokrata vezetők közé tartozott, akik a rendszeren belül maradtak, abban a reményben, hogy sikerül megváltoztatni a munkások helyzetét. A többi szociáldemokratához hasonlóan nem foglalkozott politikával, hanem a Társadalombiztosítási Központban dolgozva próbálta érvényesíteni a munkások igényeit.
1944. április 12-én a többi szociáldemokrata vezető társaságában találkozott Iuliu Maniuval, a Nemzeti Parasztpárt vezetőjével, amelynek során egy lehetséges együttműködés programjáról tárgyaltak. Más szocialista vezetőktől eltérően Jumanca nem vállalt tisztséget II. Károly kormányában, nem volt tagja a király parlamentjének, és nem működött együtt Ion Antonescu diktatúrájával, ezért az 1944. augusztus 23-i királyi puccsot követően az újjáalakuló Romániai Szociáldemokrata Párt vezetőségébe választották.

### A második világháború után
1946. márciusban, amikor a szociáldemokrata pártban szakadás következett be a kommunistákhoz közeledők és a közeledés ellenzői között, Iosif Jumanca szövetségesét, Constantin-Titel Petrescut követve csatlakozott a Független Szociáldemokrata Párthoz. 1947. júniusban a párt felfüggesztette és fegyelmi bizottság elé állította.
Az új kommunista hatóságok Jumancát és Titel Petrescut 1948. februárban tartóztatták le. A kommunista sajtóban azzal a váddal illették, hogy a Jumanca és társai, Titel Petrescu utasítására a rendszer ellen fordították az ellátással elégedetlen munkásokat.
A văcărești-i börtönben hunyt el, egyes tanúvallomások szerint a haláleset a szamosújvári börtönben történt, és csak átszállították holttestét a văcărești-i börtön kórházába, hogy eltüntessék a kínzások nyomait.

## Emlékezete

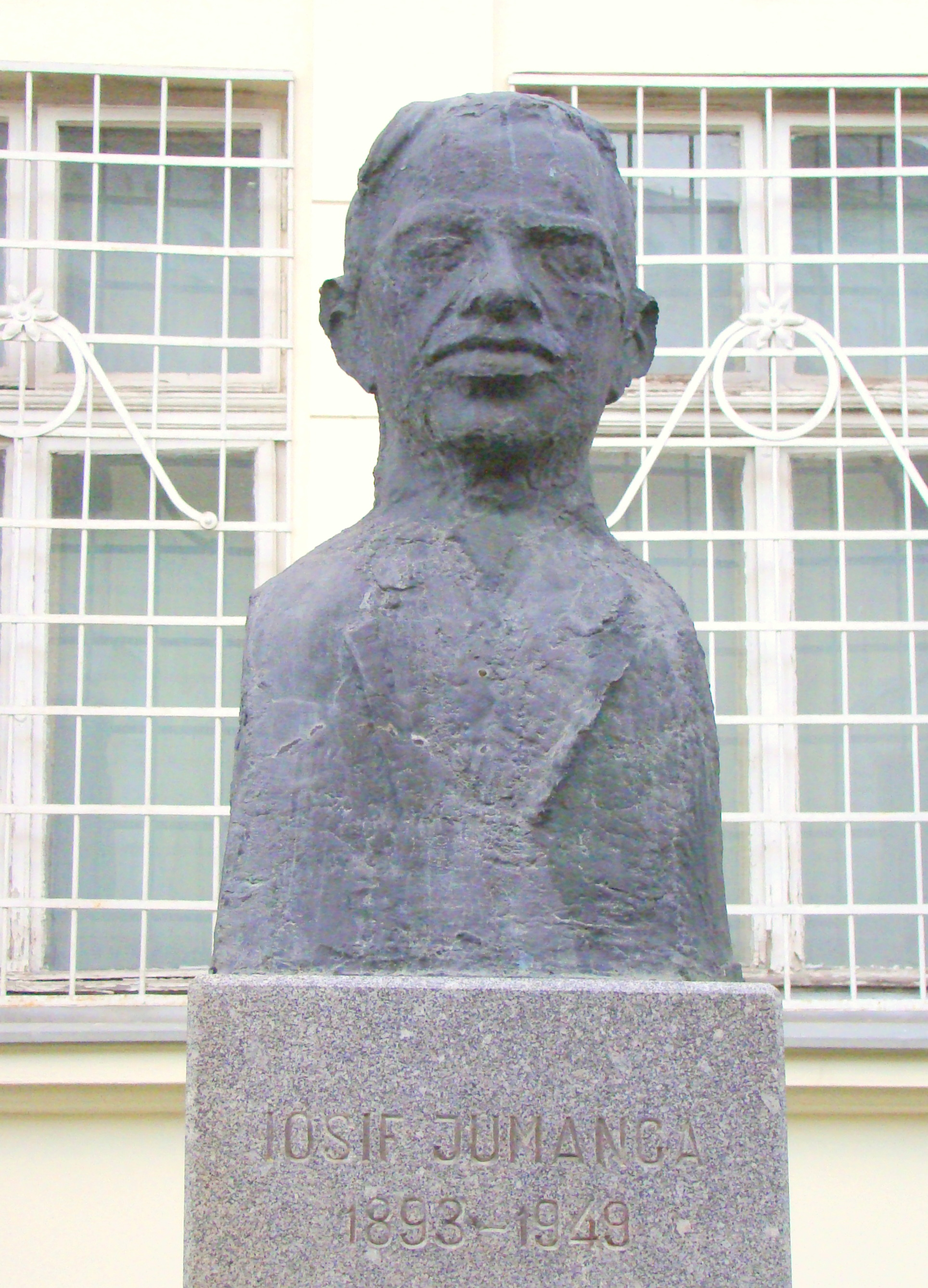
Mellszobra Gyulafehérváron

Az 1950-es években a kommunista propaganda álszocialistának, árulónak, a fasiszta országgyűlés tagjának, opportunistának, a burzsoázia kiszolgálójának nevezte. Ugyanez az értékelés köszön vissza id. Tar Károly 1975-ben írt emlékiratában is: „A romániai szociáldemokraták is a III. Internacionálé ellen szavaztak, élen Jumancaékkal és Fluerasék talpnyalóival. Ő azok, akik 1943-ig szabotálták és megakadályozták az Egységfront megalakulását a háború elleni szervezkedésben. Így váltak ők is a többi árulóval együtt a háború előkészítőivé a Szovjetunió ellen. Ezt kívánták a kapitalisták érdekei, amit jól megfizettek az áruló áldemokratáknak.”
A 21. században az 1918-as „nagy egyesülés” egyik fontos előmozdítójának tekintik, aki üldözést szenvedett a kommunista Romániában. Mellszobra, Ovidiu Simionescu alkotása a gyulafehérvári Egyesület-termet körbevevő, 1993-ban felállított szobrocsoport része.

## Fordítás
Ez a szócikk részben vagy egészben  az   Iosif Jumanca című angol Wikipédia-szócikk ezen változatának fordításán alapul.  Az eredeti cikk szerkesztőit annak laptörténete sorolja fel. Ez a jelzés csupán a megfogalmazás eredetét és a szerzői jogokat jelzi, nem szolgál a cikkben szereplő információk forrásmegjelöléseként.